# (51985) Kirby
(51985) Kirby ist ein im äußeren Hauptgürtel gelegener Asteroid. Er wurde am 22. September 2001 vom US-amerikanischen Astronomen Roy Tucker am Goodricke-Pigott-Observatorium (IAU-Code 683) in Tucson, Arizona entdeckt. Sichtungen des Asteroiden hatte es vorher schon am 11. April 1999 unter der vorläufigen Bezeichnung 1999 GG51 im Rahmen des LONEOS-Projektes des Lowell-Observatoriums in Arizona gegeben.
Nach der SMASS-Klassifikation (Small Main-Belt Asteroid Spectroscopic Survey) wurde bei einer spektroskopischen Untersuchung von Gianluca Masi, Sergio Foglia und Richard P. Binzel bei einer Unterteilung aller untersuchten Asteroiden in C-, S- und V-Typen (51985) Kirby den C-Asteroiden zugeordnet.
Der Asteroid wurde am 31. Januar 2018 nach dem US-amerikanischen Comic-Zeichner, -Autor und -Herausgeber Jack Kirby (1917–1994) benannt. Ebenfalls nach Jack Kirby benannt wurde 2019 ein in Einschlagkrater auf der nördlichen Hemisphäre des Planeten Merkur: Merkurkrater Kirby.